# لی الدر
لی الدر (انگلیسی: Lee Elder؛ زادهٔ ۱۴ ژوئیهٔ ۱۹۳۴ – درگذشتهٔ ۲۸ نوامبر ۲۰۲۱) یک گلف‌باز اهل ایالات متحده آمریکا بود.